# Hipercor

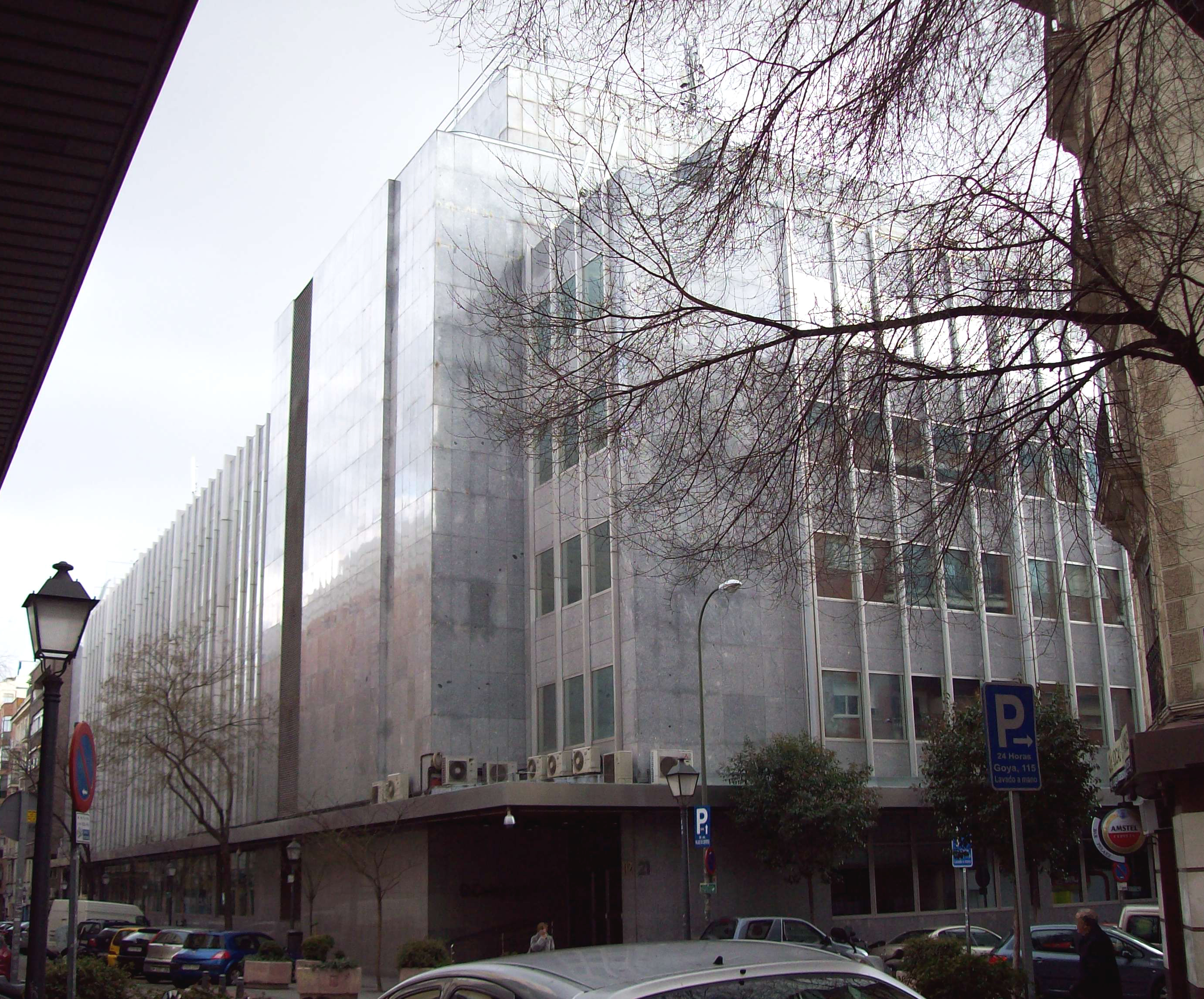
El edificio de El Corte Inglés en Madrid tiene la sede de Hipercor.

Hipercor es una red de hipermercados de España, perteneciente al grupo El Corte Inglés. Tiene su sede en el edificio corporativo de Madrid. En 2017 fue fusionado por absorción con su matriz, y desde entonces comparte secciones con los grandes almacenes para evitar duplicidades, reduciendo la sala de ventas por debajo de los 10 000 metros cuadrados, manteniendo la marca y los empleados.

## Historia
Hipercor se inauguró el 5 de septiembre de 1980 en Sevilla, como nuevo formato del grupo El corte Inglés, para satisfacer las necesidades de una sociedad cada día más amplia en hábitos y comportamientos de compra. El primer Hipercor fue creado siguiendo las pautas de los hipermercados tradicionales, en ubicación e implantación y distribución interna, pero con un surtido y calidad más amplio, característica típica de El Corte Inglés.
Hasta 1996 se inauguraron 14 hipermercados. Tras Sevilla (1980) llegaron Oviedo (1982), Jerez de la Frontera (1984), Barcelona (1986), Granada (1987), Gerona (1988), San José de Valderas (1989), Gijón (1990), Huelva (1990), Madrid (1992), San Juan de Aznalfarache (1993), Pozuelo de Alarcón (1994), Valencia (1995) y Marbella (1996).
El 19 de junio de 1987 un centro comercial de Barcelona sufrió un atentado de ETA en el que fallecieron 21 personas.
En 2001 se adquiere a Carrefour cinco centros (en Málaga, Sevilla, Burgos, Valladolid y Avilés) que la compañía francesa estaba obligada a vender tras su fusión con Promodès.
En 2017 El Corte Inglés aprobó la fusión por absorción entre El Corte Inglés S.A. (como sociedad absorbente) e Hipercor (como sociedad absorbida). La fusión entre ambas empresas tiene como objetivo aprovechar las sinergias entre ambos formatos tanto en el área de compras como en el de ventas, ya que ambos negocios suelen compartir espacio. 

## Localización de los centros
En 2024 Hipercor dispone de 34 centros en España repartidos de la siguiente forma
| Comunidad              | Provincia   | Centros | Denominación |
| ---------------------- | ----------- | ------- | --- |
| Andalucía              | Almería     | 1       | Hipercor El Elejido |
| Andalucía              | Cádiz       | 3       | - Hipercor Jerez de La Frontera - Hipercor Bahía de Algeciras (Algeciras) - Hipercor Bahía de Cádiz (Cádiz) |
| Andalucía              | Córdoba     | 1       | Hipercor Ronda de Córdoba (Córdoba) |
| Andalucía              | Granada     | 1       | Hipercor Arabial (Granada) |
| Andalucía              | Huelva      | 1       | Hipercor Huelva |
| Andalucía              | Málaga      | 2       | - Hipercor Bahía de Málaga (Málaga) - Hipercor Mijas |
| Andalucía              | Sevilla     | 2       | - Hipercor Sevilla - Hipercor San Juan de Aznalfarache |
| Aragón                 | Zaragoza    | 2       | - Hipercor Puerto Venecia (Zaragoza) - Hipercor GranCasa (Zaragoza) |
| Principado de Asturias | Asturias    | 2       | - Hipercor Oviedo - Hipercor Avilés |
| Canarias               | Las Palmas  | 1       | Hipercor Siete Palmas (Las Palma de Gran Canaria) |
| Cantabria              | Cantabria   | 1       | Hipercor Santander |
| Castilla-La Mancha     | Guadalajara | 1       | Hipercor Guadalajara |
| Castilla y León        | Burgos      | 1       | Hipercor Burgos |
| Castilla y León        | Valladolid  | 1       | Hipercor Arroyo de La Encomienda |
| Barcelona              | Barcelona   | 2       | - Hipercor Meridiana (Barcelona) - Hipercor Cornellá |
| Comunidad Valenciana   | Alicante    | 1       | Hipercor Ciudad de Elche (Elche) |
| Comunidad Valenciana   | Valencia    | 1       | Hipercor Ademuz (Valencia) |
| Galicia                | La Coruña   | 1       | Hipercor Santiago de Compostela |
| Comunidad de Madrid    | Madrid      | 8       | - Hipercor Alcalá de Henares - Hipercor Xanadú (Arroyomolinos) - Hipercor Campo de las Naciones (Madrid) - Hipercor El Bercial (Getafe) - Hipercor Pozuelo - Hipercor San José de Valderas (Alcorcón) - Hipercor Sanchinarro (Madrid) - Hipercor Vista Alegre (Madrid) |
| Navarra                | Navarra     | 1       | Hipercor Itaroa (Huarte) |

## Antiguos Centros
Tras la fusión de 2017 los hipermercados que comparten centro con El Corte Inglés son transformados reduciendo su sala de venta como consecuencia de la optimización de las superficies en las secciones de no alimentación, especialmente en las de bazar y textil, de esa manera se potencia el área de alimentación y se evita duplicidades con las ofertas de El Corte Inglés. Como consecuencia varios hipermercados reducen tanto su superficie hasta transformarlos en Supermercados El Corte Inglés.
Otros hipermercados fueron cerrados debido a la reordenación de la oferta comercial del grupo, concentrando en un solo centro todas sus líneas de negocio que se encontraban en diferentes locales próximos.
| Provincia | Centro                  | Ciudad    | Situación Actual                              |
| --------- | ----------------------- | --------- | --------------------------------------------- |
| Asturias  | Hipercor Costa Verde    | Gijón     | Reconvertido en Supermercado El Corte Inglés. |
| Badajoz   | Hipercor El Faro        | Badajoz   |                                               |
| Gerona    | Hipercor Girocentre     | Gerona    | Reconvertido en Supermercado El Corte Inglés. |
| La Coruña | Hipercor Marineda       | La Coruña |                                               |
| Madrid    | Hipercor Arroyosur      | Leganés   | Cerrado.                                      |
| Madrid    | Hipercor Méndez Álvaro  | Madrid    | Derribado.                                    |
| Málaga    | Hipercor Costa Marbella | Marbella  | Reconvertido en Supermercado El Corte Inglés. |
| Murcia    | Hipercor Myrtea         | Murcia    |                                               |
| Sevilla   | Hipercor Los Arcos      | Sevilla   | Mercadona y otros comercios ocupan su lugar.  |